# District de Minamisaku
Le district de Minamisaku (南佐久郡, Minamisaku-gun) est un district de la préfecture de Nagano, au Japon.

## Géographie
Le district de Minamisaku s'étend sur 767,32 km2.

### Municipalités
- Kawakami
- Kitaaiki
- Koumi
- Minamiaiki
- Minamimaki
- Sakuho